# Biesowo
Biesowo (deutsch Groß Bössau, 1927 bis 1945 Groß Bößau) ist ein Ort in der polnischen Woiwodschaft Ermland-Masuren. Er gehört zur Gmina Biskupiec (Stadt- und Landgemeinde Bischofsburg) im Powiat Olsztyński (Kreis Allenstein).

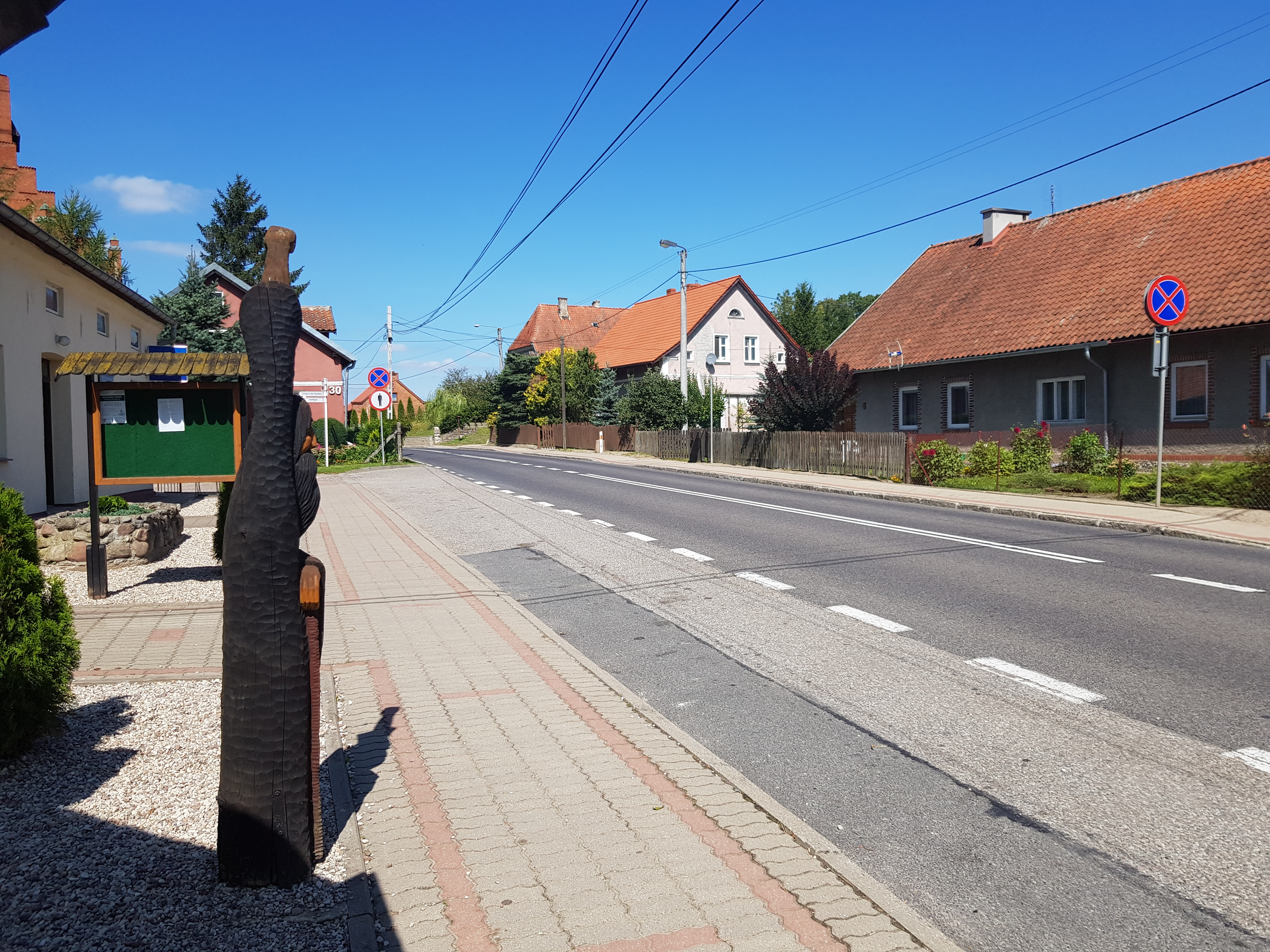
Ortsdurchfahrt Biesowo der Landesstraße 57 (ehem. Reichsstraße 128)

## Geographische Lage
Biesowo liegt am Flüsschen Biesówka (deutsch Bössau) und im Süden des Jezioro Tejstymy (Bössauer See) in der nördlichen Mitte der Woiwodschaft Ermland-Masuren. Bis zur früheren Kreisstadt Rößel (polnisch Reszel) sind es 22 Kilometer in nordöstlicher Richtung, bis zur heutigen Kreismetropole und auch Woiwodschaftshauptstadt Olsztyn (deutsch Allenstein) 32 Kilometer in südwestlicher Richtung.

## Geschichte

### Ortsgeschichte
1354 ist das Gründungsjahr des vor 1785 Groß Bessau genannten Kirchdorfs. Als königliches Bauerndorf mit Kirche, köllmischem Krug und Mühle bei 41 Feuerstellen wurde der Ort im Jahre 1785 erwähnt, 35 Jahre später – im Jahre 1820 – wurden 49 Feuerstellen bei 243 Einwohnern genannt.
Am 9. Juli 1874 wurde im ostpreußischen Kreis Rößel der Amtsbezirk Bössau gebildet mit Amtssitz in Groß Bössau. Er bestand bis 1945. 1885 zählte Groß Bössau 562 Einwohner, 1910 waren es bereits 592.
Am 3. Oktober 1927 änderte man die Schreibweise des Ortsnamens von Groß Bössau offiziell in „Groß Bößau“.
Auf 560 Einwohner belief sich ihre Zahl im Jahre 1933, im Jahre 1939 waren es schon 659.
Als das gesamte südliche Ostpreußen 1945 in Kriegsfolge an Polen abgetreten wurde, bekam Groß Bößau die polnische Namensform „Biesowo“. Heute ist der Ort Teil der Stadt- und Landgemeinde Biskupiec (Bischofsburg) im Powiat Olsztyński (Kreis Allenstein), von 1975 bis 1998 der Woiwodschaft Olsztyn, seither der Woiwodschaft Ermland-Masuren zugehörig. Im Jahre 2021 zählte Biesowo 269 Einwohner.

### Amtsbezirk Bössau/Bößau (1874–1945)
Zum Amtsbezirk Bössau gehörten ursprünglich sieben Orte. Am Ende waren es noch sechs:
| Deutscher Name                     | Polnischer Name | Anmerkungen                      |
| ---------------------------------- | --------------- | -------------------------------- |
| Groß Bössau 1927–1945 Groß Bößau   | Biesowo         |                                  |
| Klein Bössau 1927–1945 Klein Bößau | Biesówko        |                                  |
| Kleisack                           | Zarębiec        |                                  |
| Kunzkeim                           | Droszewo        | 1928 nach Rothfließ eingemeindet |
| Rothfließ                          | Czerwonka       |                                  |
| Sauerbaum                          | Zerbuń          |                                  |
| Willims                            | Wilimy          |                                  |

Im Januar 1945 bildeten die Gemeinden Groß Bößau, Klein Bößau, Kleisack, Rothfließ, Sauerbaum und Willims den Amtsbezirk Bößau.

## Kirche

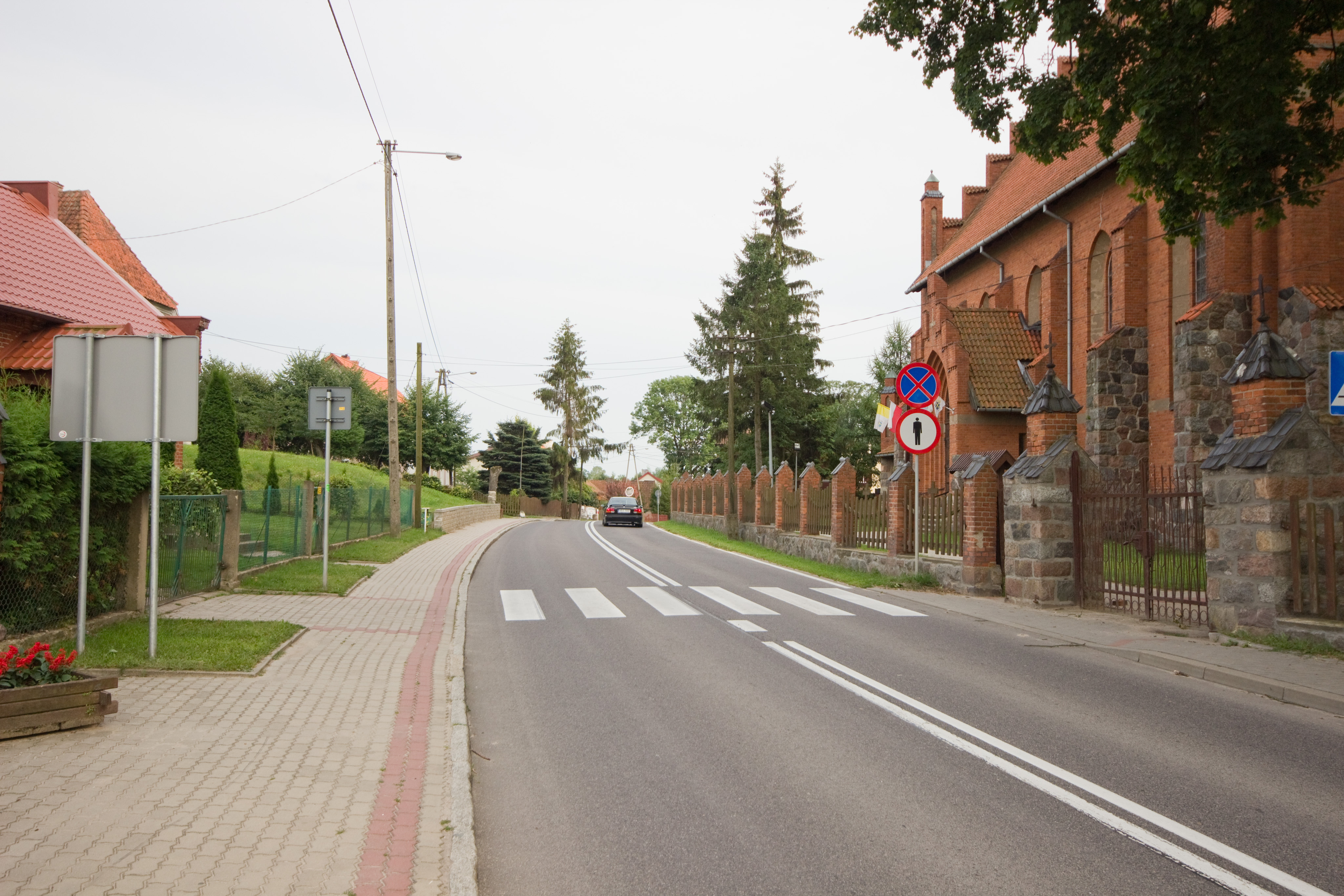
Straßenfront der St.-Nikolai-Kirche Biesowo

Bereits im Jahre 1480 ist eine christliche Kirche in Groß Bessau belegt. Die Reformation konnte hier nicht Fuß fassen. 

### Römisch-katholisch
In Groß Bessau formierte sich eine Kirche römisch-katholischer Konfession. Das alte Kirchengebäude wurde im Lauf der Jahrhundert mehrfach zerstört, aber immer wieder aufgebaut. Zuletzt fand die Weihe des restaurierten Gotteshauses im Jahre 1911 statt.
Die St.-Nikolai-Pfarrei Biesowo gehört zum Dekanat Biskupiec Reszelski im Erzbistum Ermland.

### Evangelisch
Bis 1945 war Groß Bössau resp. Groß Bößau in die evangelische Kirche Bischofsburg in der Kirchenprovinz Ostpreußen der Kirche der Altpreußischen Union eingepfarrt. Heute besteht in Biskupiec eine Kapelle, die von Sorkwity (Sorquitten) aus betreut wird. Sie ist der Diözese Masuren der Evangelisch-Augsburgischen Kirche in Polen zugehörig.

## Verkehr
Biesowo liegt verkehrsgünstig an der polnischen Landesstraße 52 (im Abschnitt der einstigen deutschen Reichsstraße 128), die in Nord-Süd-Richtung die Woiwodschaft Ermland-Masuren durchzieht und sie mit der Woiwodschaft Masowien verbindet. Aus der Nachbarregion endet eine von Wipsowo (Wieps) über Zerbuń (Sauerbaum) kommende Nebenstraße in Biesowo.
Die nächste Bahnstation ist Czerwonka (Rothfließ). Sie liegt an der Bahnstrecke Posen–Toruń–Korsze (–Tschernjachowsk), die jedoch nicht mehr bis in das nördliche Ostpreußen – dem russischen Oblast Kaliningrad (Gebiet Königsberg (Preußen)) – nach Tschernjachowsk (Insterburg) befahren wird. Der Betrieb auf der einstigen Bahnstrecke Czerwonka–Ełk ist gänzlich eingestellt.

## Persönlichkeiten
- Hilger Hertel der Ältere (1831–1890), deutscher Architekt und Diözesanbaumeister, betreute die Kirchenwiederherstellungen in Größ Bössau
- Friedrich Heitmann (1853–1921), deutscher Architekt bes. für Kirchenbauten, leitete die Kirchenwiederherestellung in Bössau 1910 bis 1913